# Tabita Johannes
Tabita Johannes (* 15. Januar 1988 in Hamburg) ist eine deutsche Schauspielerin.

## Leben
Tabita Johannes absolvierte ihre Schauspielausbildung an der Freien Schauspielschule in Hamburg und am Institut für Schauspiel, Film- und Fernsehberufe in Berlin.
Ihre erste Nebenrolle spielte Johannes 2008 in der Fernsehreihe Tatort in der Folge Borowski und das Mädchen im Moor als Mordopfer Belinda Strick. Sieben Jahre später spielte sie in der Fernsehserie Lindenstraße ihre erste und bisher auch einzige durchgehende Rolle als Boxtrainerin Kay van Stetten. 2016 spielte sie neben Elisa Schlott eine der beiden Hauptrollen im Kurzfilm La Cigale et la Fourmi. Es folgten weitere Nebenrollen in Fernsehserien und im schweizerischen Kinofilm Mario.
Seit 2012 spielt Johannes auch Theater, hauptsächlich in ihrer Geburtsstadt Hamburg, daneben unter anderem in Feuchtwangen, Köln, Wien und Zürich. Sie wohnt in Berlin.

## Filmografie
- 2008: Tatort (Fernsehreihe, 1 Folge: Borowski und das Mädchen im Moor)
- 2015: Lindenstraße (Fernsehserie, 7 Folgen)
- 2016: La Cigale et la Fourmi (Kurzfilm)
- 2016: Nachtschicht (Fernsehserie, 1 Folge: Ladies first)
- 2017: Großstadtrevier (Fernsehserie, 1 Folge)
- 2017: Die Kanzlei (Fernsehserie, 1 Folge)
- 2017: Das Traumschiff (Fernsehserie, 1 Folge)
- 2018: Mario
- 2018: Panzer (Kurzfilm)

## Theatrografie
- 2012 bei den Kreuzgangspielen in Feuchtwangen[1][2]
- 2012 am Theater im Bauturm in Köln[1][2]
- 2014 am Lichthof-Theater in Hamburg[1][2]
- 2014–2015 und 2018–2019 am Thalia-Theater in Hamburg[1][2]
- 2015–2017 am Deutschen Schauspielhaus in Hamburg[1][2]
- 2016 am Volkstheater in Wien[1][2]
- 2016 am St. Pauli-Theater in Hamburg[1][2]
- 2019 bei den Kammerspielen in Hamburg[1][2]
- seit 2019 am Schauspielhaus in Zürich[1][2][3]